# Liste der Wegekreuze und Bildstöcke in der Städteregion Aachen

Städteregion Aachen

Die Liste der Wegekreuze und Bildstöcke in der Städteregion Aachen umfasst:
- Liste der Wegekreuze und Bildstöcke in Aachen
- Liste der Wegekreuze und Bildstöcke in Alsdorf
- Liste der Wegekreuze und Bildstöcke in Baesweiler
- Liste der Wegekreuze und Bildstöcke in Eschweiler
- Liste der Wegekreuze und Bildstöcke in Herzogenrath
- Liste der Wegekreuze und Bildstöcke in Monschau
- Liste der Wegekreuze und Bildstöcke in Roetgen
- Liste der Wegekreuze und Bildstöcke in Simmerath
- Liste der Wegekreuze und Bildstöcke in Stolberg
- Liste der Wegekreuze und Bildstöcke in Würselen